# Пожарь (Шумячский район)
Пожарь — деревня в Шумячском районе Смоленской области России. Входит в состав Понятовского сельского поселения. Население — 10 жителей (2007 год). 
Расположена в юго-западной части области в 12 км к юго-западу от Шумячей, в 7 км южнее автодороги А101 Москва — Варшава («Старая Польская» или «Варшавка»), на берегу реки Прудская. В 8 км северо-восточнее деревни расположена железнодорожная станция Понятовка на линии Рославль — Кричев.

## История
В годы Великой Отечественной войны деревня была оккупирована гитлеровскими войсками в августе 1941 года, освобождена в сентябре 1943 года.